# اورائوس

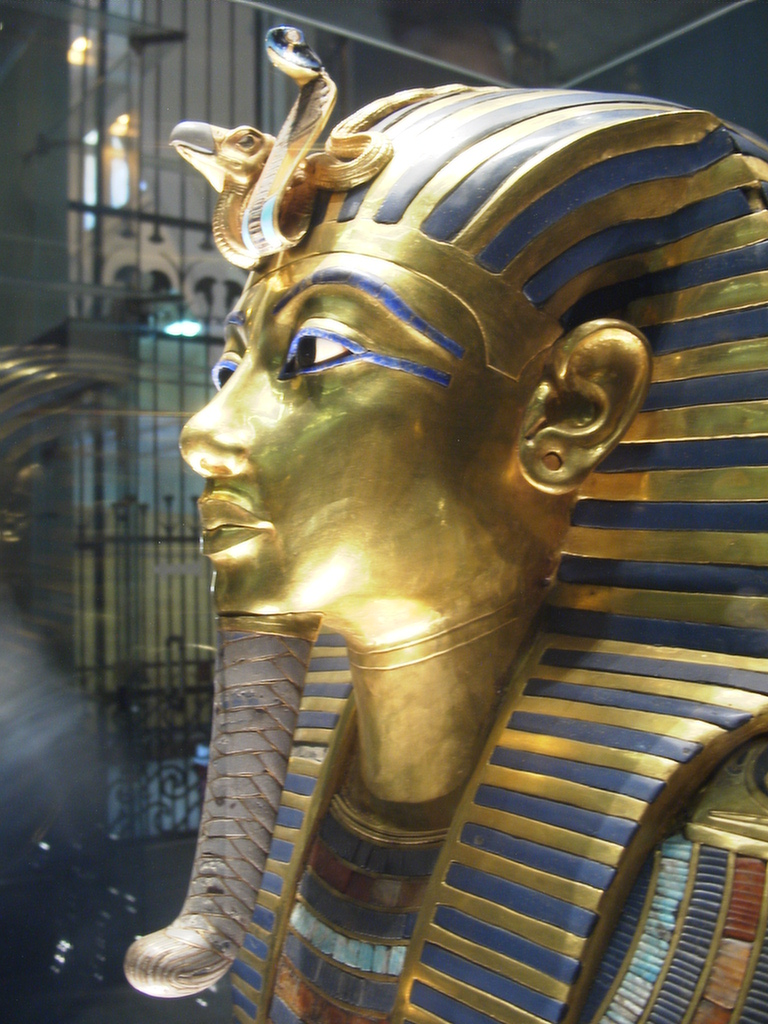
سردیس مومیایی توت عنخ آمون با اورائی از دورهٔ سلسله هجدهم. در این تصویر کبرا نمادی وادجت و کرکس نمادی از نخبت به نمایندگی از وحدت مصر سفلی و علیا هستند.

اورائوس (‎//‎; جمع اورائی یا اورائوسز; از یونانی οὐραῖοςοὐραῖοςبا ouraîos "در آن دم"; از مصری jʿr.t (iaret), "دنبالهٔ کبرا") نمادی برساخته از کبرای مصری است که به عنوان نماد حاکمیت، سلطنتی، الوهیت و قدرت الهی در مصر باستان استفاده می‌شد.